# Alimentation Par Sol

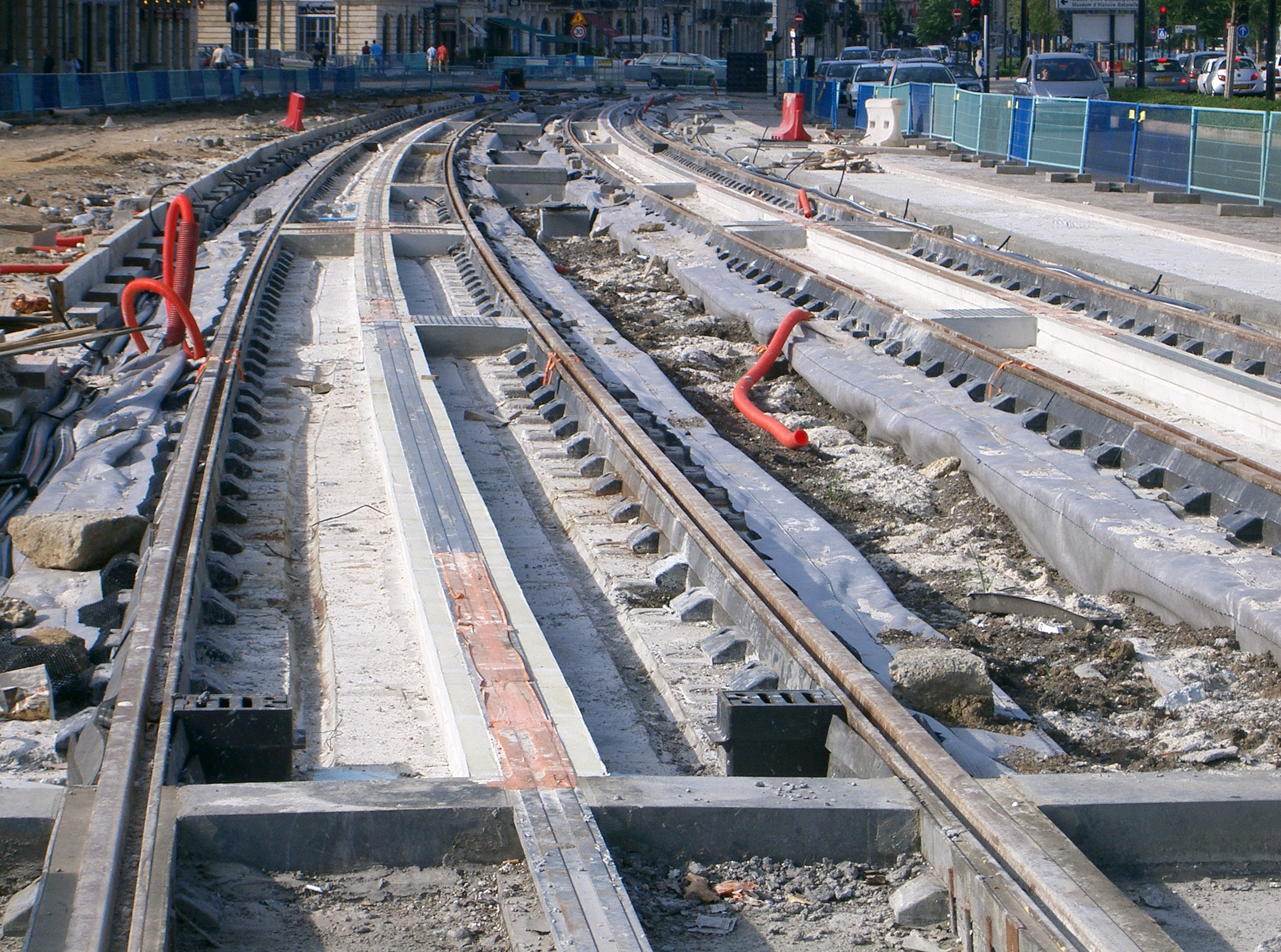
Mezi pojížděnými kolejnicemi je položena napájecí kolejnice (snímek vznikl během stavby v Bordeaux)

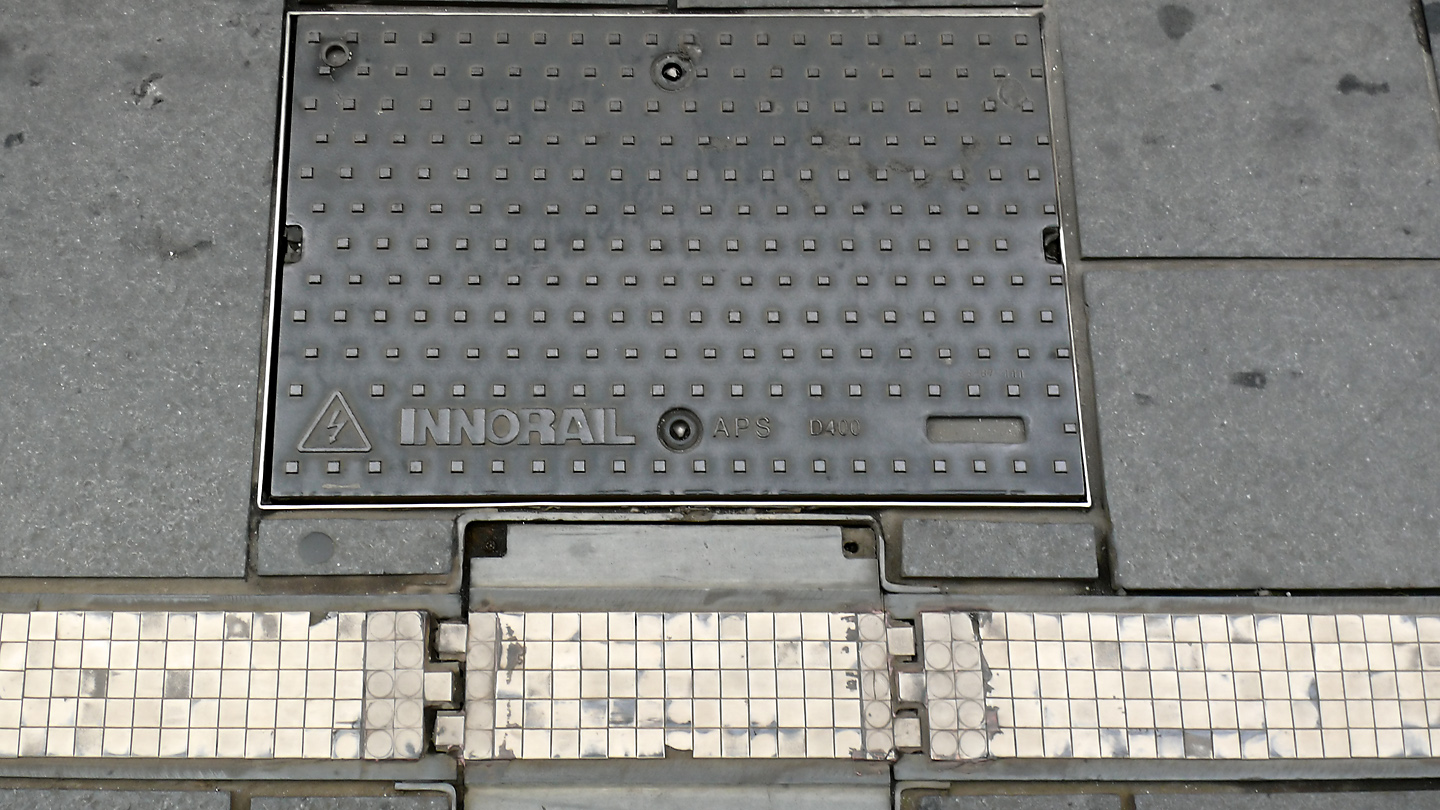
V trati je vedle napájecí kolejnice zabudovaný kontrolní box

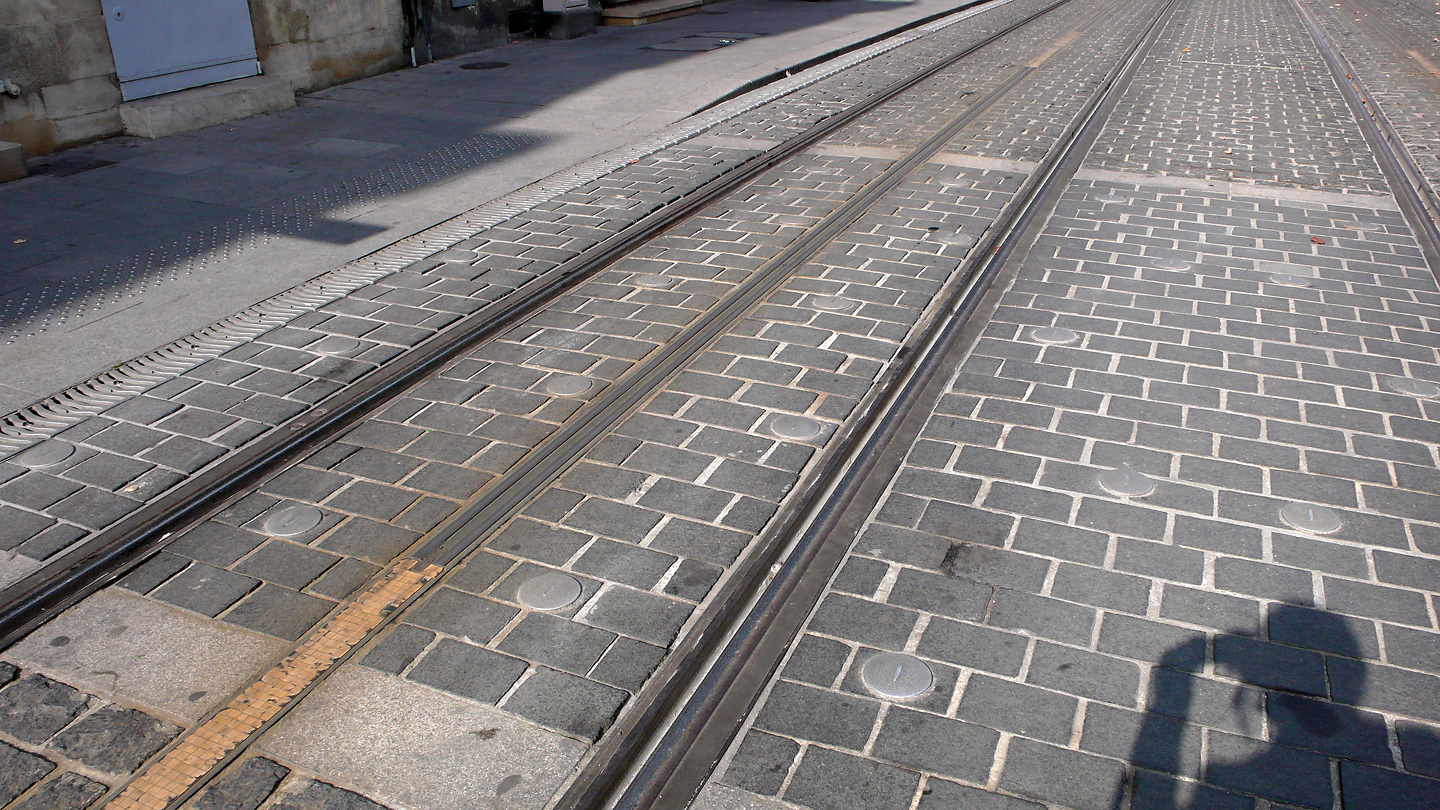
Napájecí kolejnice, vlevo dole začíná izolovaný úsek

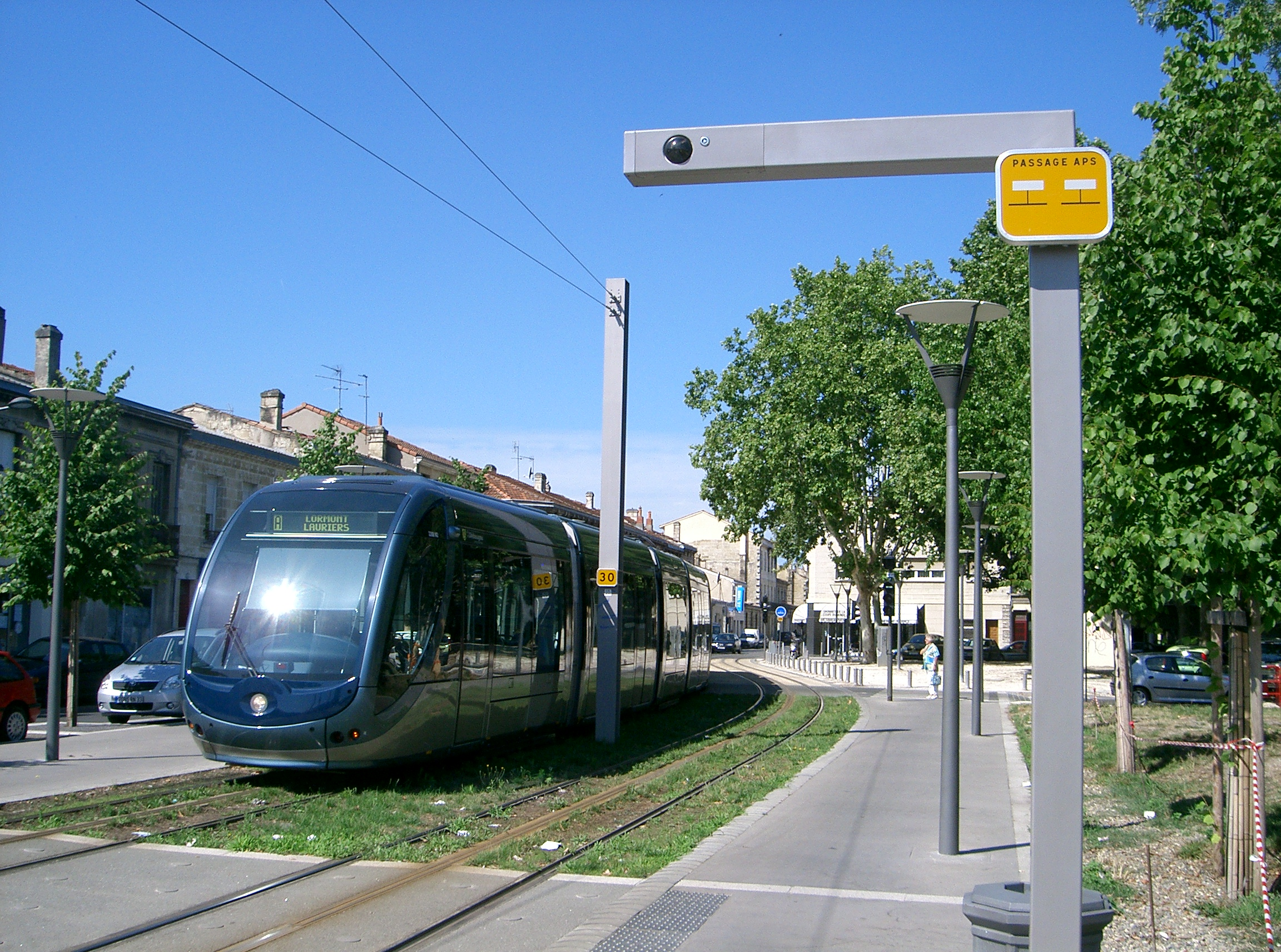
Přechod mezi vrchním vedením a systémem APS

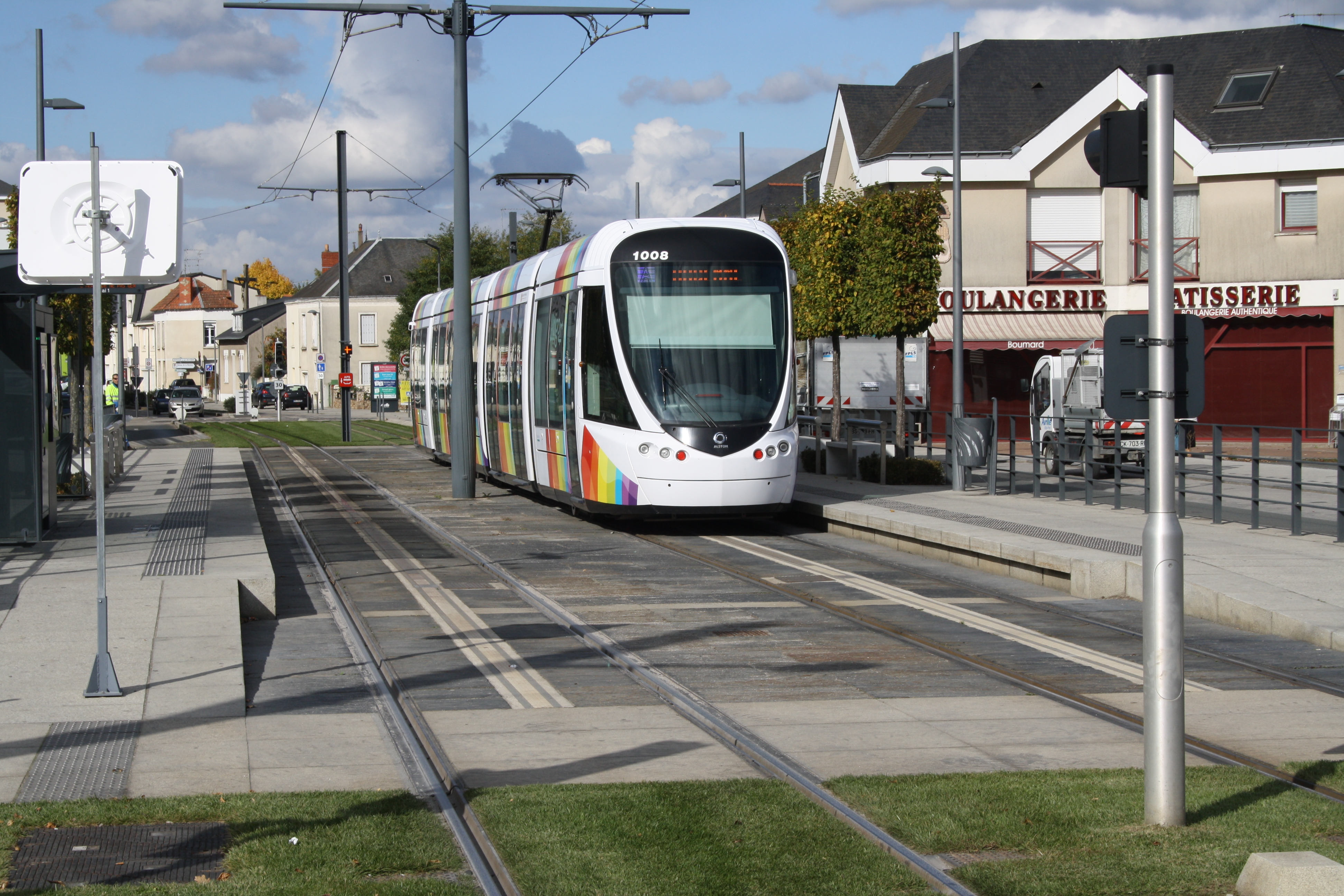
Přechodové místo tramvaje v Angers (část Avrillé)

Alimentation Par Sol (ve zkratce APS) je napájecí systém tramvají z řady Citadis, vyvinutý dceřinou společností firmy Alstom. Vozidla nejsou napájena z troleje, ale ze třetí kolejnice, uložené v jízdní dráze mezi kolejnicemi normálního rozchodu. Napájecí systém byl poprvé použit v listopadu 2003 u nově budované trasy tramvají v Bordeaux (Francie). Po odstranění počátečních problémů byl systém uveden do běžného provozu.

## Fungování systému
Při tomto způsobu napájení je mezi oběma standardními kolejnicemi, po kterých běží kola, uložena třetí, napájecí kolejnice. Ta přivádí stejnosměrné napájecí napětí 750 V. Napájecí kolejnice je rozdělena na samostatné sekce. Každá sekce je složena z osmimetrového napájecího úseku a třímetrového izolovaného úseku. 
Napájecí kolejnice je za obvyklých okolností odpojena a bez napětí, takže chodci nejsou ohroženi. Teprve když tramvaj přejíždí nad napájecí sekcí, vyšle kódovaný rádiový signál do ovládacího boxu zabudovaného v trati. Z ovládacího boxu se připojí napájecí napětí do té napájecí sekce, která je celá skrytá pod tramvají. Pod napětím mohou být nejvýše dvě napájecí sekce současně, to je 22 metrů trati. Ještě než tramvaj napájecí sekci opustí, ovládací box napájení vypne a napájecí kolejnici uzemní. Tramvaje používají dva proudové sběrače, takže vždy alespoň jeden je pod napětím, i když se druhý právě nachází v odpojeném nebo izolovaném úseku. 
Dále se nachází v prostoru každé zastávky kontrolní zařízení, které sleduje provozní stav napájecího systému. Jestliže zůstane pod napětím napájecí úsek, nad kterým není žádná tramvaj, je tato sekce do 0,2 s odpojena. Následně je vadný díl identifikován, odpojen a ostatní díly opět zapojeny. Celá akce netrvá déle, než dvě sekundy. Není-li možné vadný úsek znovu zapojit, přepínají tramvaje automaticky při průjezdu nad ním na bateriový provoz. Tramvaje mohou ujet až 150 metrů rychlostí 3 km/h.

## Situace v Bordeaux
Aby nebyl narušen vzhled města, jezdí tramvaje v Bordeaux v městském centru a některých předměstích bez vrchního vedení. Dohromady je systémem APS vybaveno 10 850 metrů trati.
Na předměstích Bordeaux jsou tramvaje napájeny konvenčním způsobem přes pantograf z vrchního vedení. Přepínání mezi oběma druhy napájení probíhá během stanicování v určených zastávkách. Přepnutí je iniciováno řidičem, trvá 20 sekund a neprodlužuje pobyt v zastávce. Dodavatel systému, firma Alstom, byl schopen zkonstruovat napájecí systém tak, že přepínání mezi oběma způsoby napájení by probíhalo automaticky v plné rychlosti. Kvůli úspoře nákladů ale byla povinnost přepnout napájení přenesena na řidiče. Kdyby řidič opomněl přepnout, upozorní ho zvukový signál. 
Systém APS působí jako výjimečně moderní, bojoval ale s počátečními těžkostmi při zavádění. Provozní potíže byly při zahájení provozu na denním pořádku. Často musela být zavedena náhradní autobusová doprava, což stálo ročně 500 000 euro dodatečných nákladů. Mezitím dosáhl systém uspokojivé provozní spolehlivosti, ačkoli ojedinělé poruchy se stále vyskytují. Největším problémem je stojící voda po silných deštích, což způsobuje elektrické poruchy. To bylo od počátku silně kritizováno obyvateli Bordeaux i místním tiskem. Napájecí systém APS byl při výstavbě přibližně trojnásobně dražší, než konvenční tramvajová trať a také jeho provoz vyžaduje zvýšené náklady. Podle vyjádření projektantů stála ale tramvaj v Bordeaux i se systémem APS čtvrtinu toho, kolik by stálo metro.

## Využití v jiných městech
Potom, co se výhody systému APS plně projevily, začalo několik měst plánovat jeho zavedení. V Remeši byl na jaře 2011 uveden do provozu dvoukilometrový úsek tramvajové trati s napájením systémem APS. Také v Angers byly v roce 2011 vybudovány dva, celkem 1,5 km dlouhé úseky tramvajové trati bez vrchního vedení. V tramvajové síti města Orléans byl v červnu 2012 zprovozněn úsek trati na lince B. Dalšími místy, která se rozhodla zavést tramvaje s napájením systémem APS jsou Dubaj a francouzské Tours. 

## Ostatní koncepty
Také další výrobci vyvíjejí vlastní systémy napájení bez troleje. Do stadia funkčních prototypů došel systém Primove firmy Bombardier s indukčním přenosem energie a systém Tramwave firmy Ansaldo s kontaktním přenosem energie a napájecími úseky spínanými permanentním magnetem umístěným na vozidle.
Další výrobci spoléhají pro provoz bez trolejí (krátké úseky v centrech měst) na akumulátory dobíjené během jízdy pod trolejí. Příkladem jsou tramvaje ForCity Classic Konya firmy Škoda pro turecké město Konya.